# Staatliche Münze Berlin
La Staatliche Münze Berlin (SMB) est un hôtel de la Monnaie situé à Berlin en Allemagne.
Établissement public, elle est une des fabriques de pièces de monnaie allemandes (pièces de circulation et pièces de collection). Les pièces qu'elle frappe portent un A comme marque d'atelier, et ce depuis 1750 (sous le règne de Frédéric II de Prusse).
La Staatliche Münze Berlin est avec les monnaies de Munich, Stuttgart, Karlsruhe et Hamburg une des cinq fabriques de monnaies allemandes.